# ГИРД-09
Ракета 09 е ракета с хибридно гориво (първата ракета с хибридно гориво в СССР). Разработено в ГИРД под ръководството на С. П. Королев по проект на М. К. Тихонравов . Стартът се състои на 17 август 1933 г.

## Спецификации
- Гориво - бензин (желеобразен разтвор на колофон в бензин)
- Окислител - течен кислород
- Двигател - РД 09
- Начално тегло - 19 кг

- ГИРД 09 и ГИРД Х в музей
- GIRD-09 и GIRD-X

- А. Николаев. Так начинались ЖРД и ракеты на жидком топливе (неопр.) // Двигатель. — 2004. — Т. 3, № 33. — С. 32—36.